# Rijeke u Lihtenštajnu
Rijeke koje teku kroz Lihtenštajn su:
- Rajna, ulijeva se u Sjeverno more. Čini najveći dio državne granice sa Švicarskom.
- Samina/Saminabach, ulijeva se u Ill. Izlazi iz Kneževine i nastavlja se u Austriju.

Osim toga, tu su još dvije istaknute rječice i jedno prirodno jezero.
- Mölibach
- Spiersbach
- Gampriner Seele (jezero)